# 市町村防災行政無線

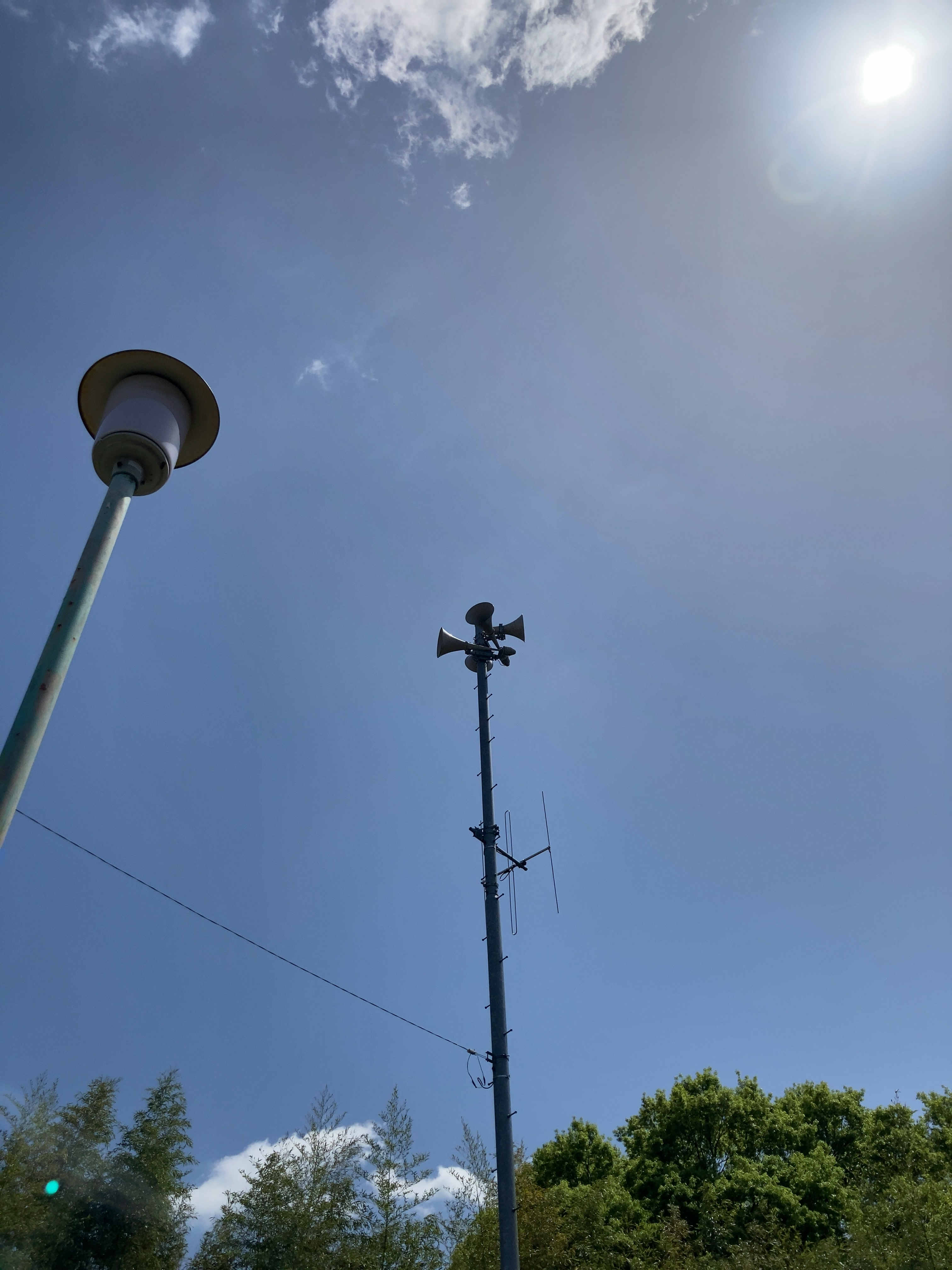
日本の防災無線

市町村防災行政無線（しちょうそんぼうさいぎょうせいむせん）は、日本の行政など（主に地方行政）における防災無線の一種。日本国内の市町村および区が、防災行政のために設置・運用するものである。
同報系・移動系・テレメーター系の3系統がある。公共性が高いため、無線局としての電波利用料に減免措置がある。

## 系統

### 同報系

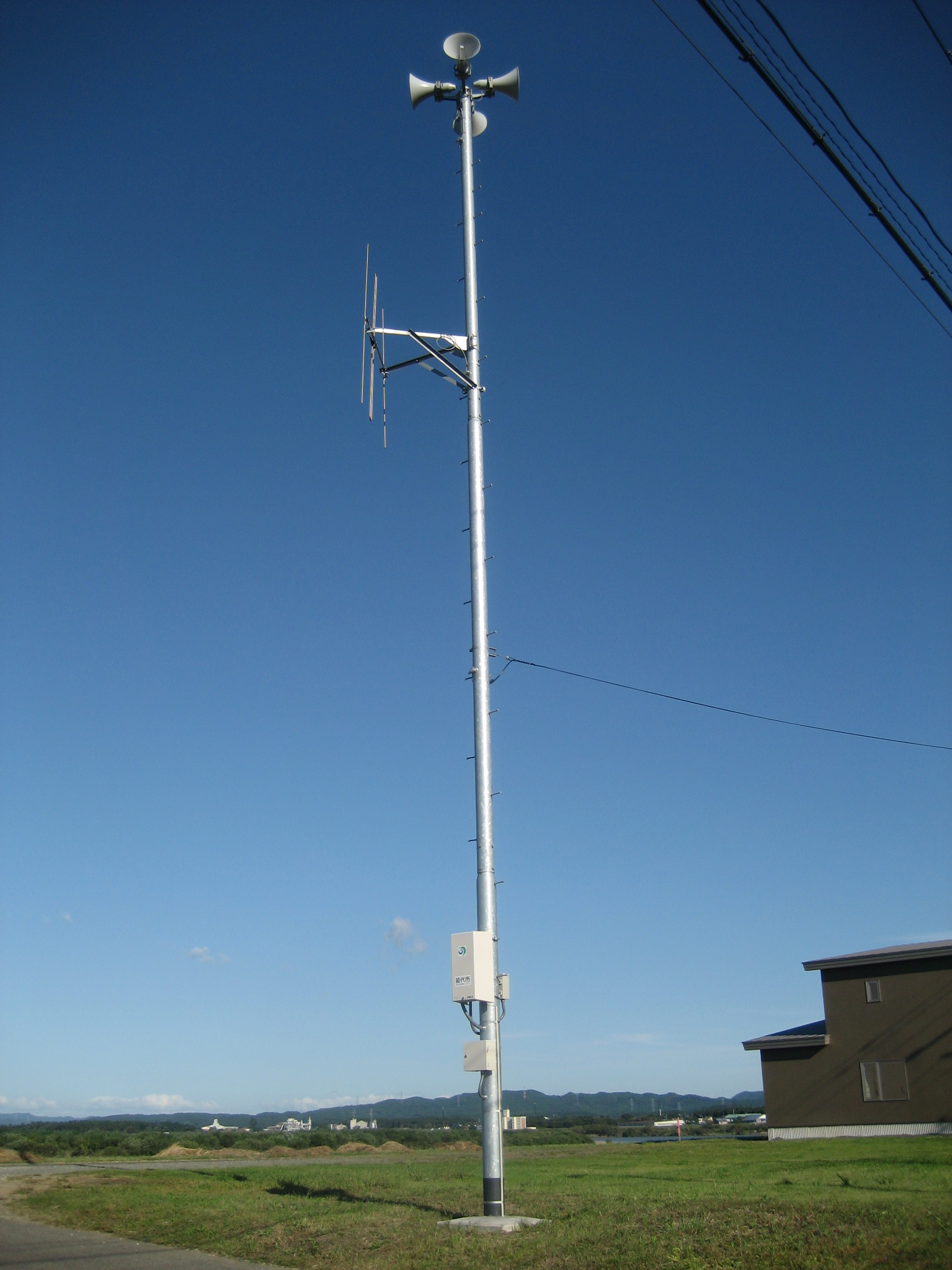
屋外拡声子局

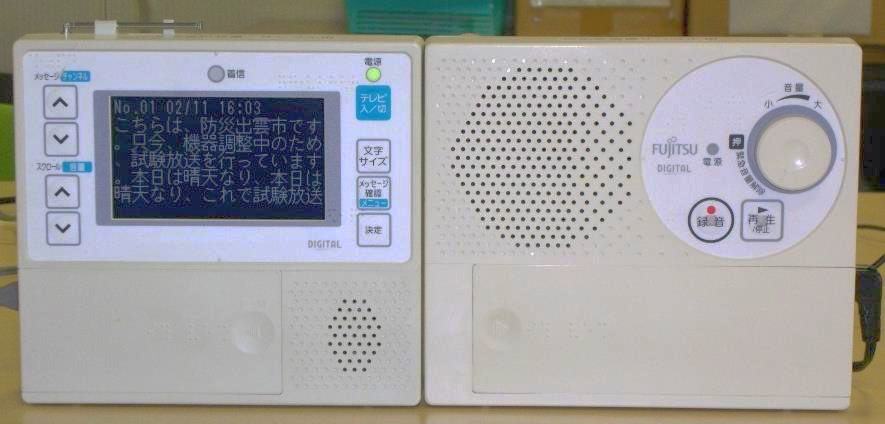
60MHz帯を使用したデジタル式戸別受信機（市町村防災行政無線用戸別受信装置 CR-668型）と、着脱式文字表示装置

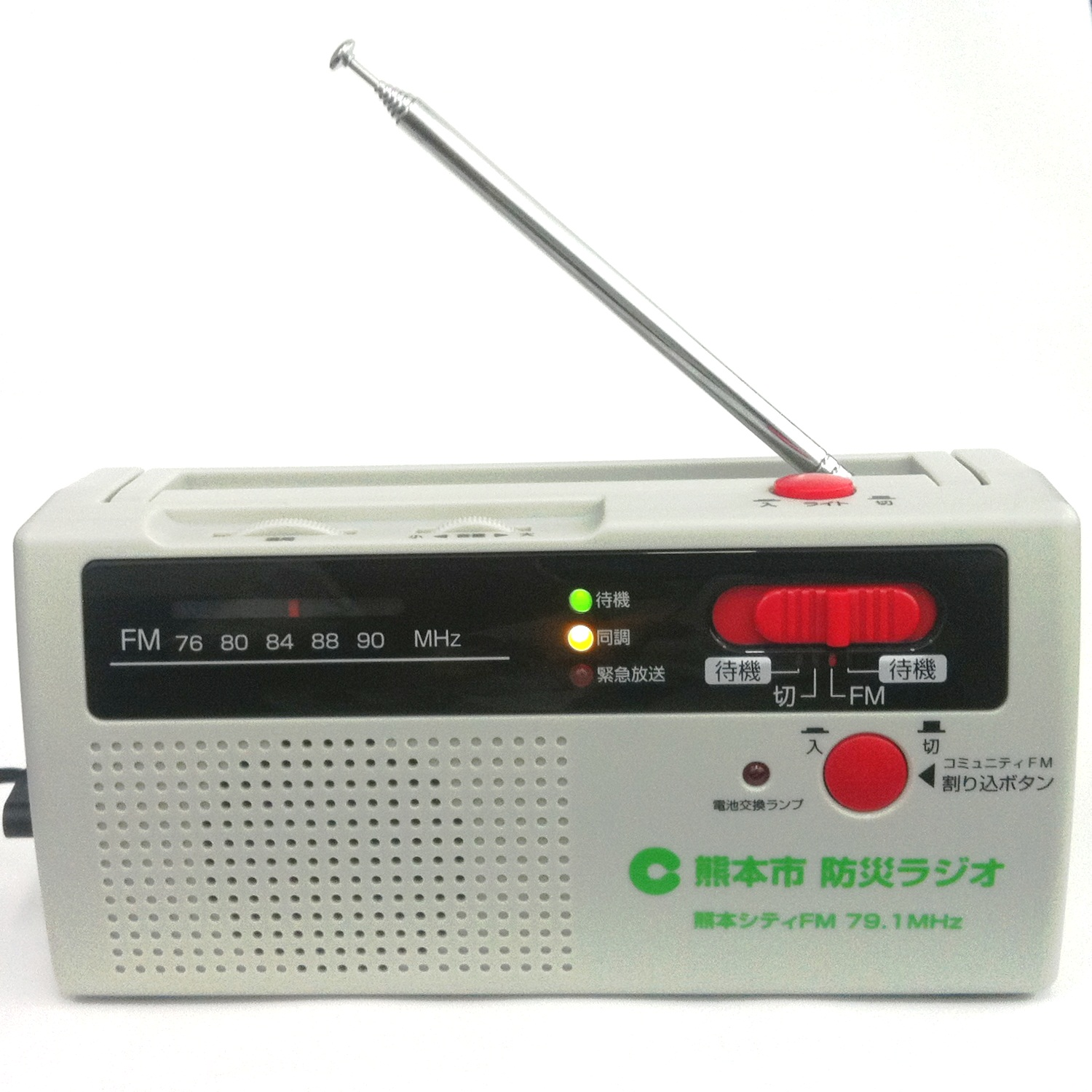
コミュニティFMを利用した戸別受信装置（緊急告知FMラジオ）、リズム時計製「あんしんラジオきくぞうくん1号」

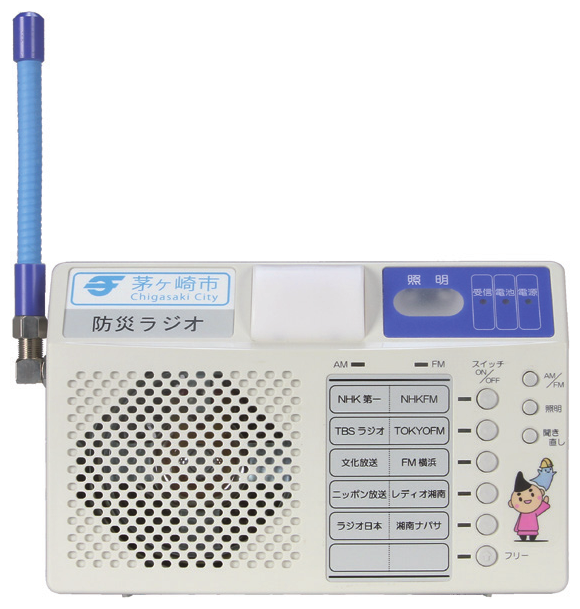
ポケットベル波を使用した東京テレメッセージの戸別受信装置（防災ラジオ TTR11A）

防災情報を住民に周知することを目的に設置されるシステム。住民に同報を行う放送（同報無線）として整備されるものであり、有線放送電話の放送業務を発展解消したものである。屋外拡声器・戸別受信機を用いて、住民に対して防災情報を一斉放送する。自治体によっては、ケーブルテレビ・コミュニティFMでも放送している。広報車を巡回させ拡声アナウンスをする必要がなくなるので導入が相次いだ。
周波数帯は60MHz帯が多く使われており、デジタル方式への移行用として2011年には同じ60MHz帯の中で追加割当てが実施された。ほかにも、MCA無線・V-Lowマルチメディア放送（i-dio）・ポケットベル波を利用したものや、コミュニティFMの緊急割り込み放送をそのまま流すものもある。
全国で8割弱の市町村に設置されており、特に過去に津波・水害などの大災害のあった地域や東海地震警戒地域、防災関連の補助制度が手厚い原子力関連施設近辺の自治体では整備率が高い。

#### 構成
- 固定局 - 司令卓（親局）がある。アンテナや送信機は役場に設置されることが多いが、地形の関係で高台に専用の電波塔を建設したり、NTT局舎のアンテナタワー・送電用の鉄塔・放送局の送信所などを間借りすることもある。司令卓は総務部や危機管理室などの防災部門のほか、消防本部・警察署・役場の支庁・支所等にも副指令卓・遠隔制御装置（子局）が配備され、屋外拡声子局・戸別受信装置への放送、地区別放送などの制御を行なうことができる。
- 中継局 - 山間部などで電波状況が悪い場合は、中継局が設けられる。
- 屋外拡声子局 - 市町村内各所に設置され、拡声スピーカーから放送内容が流される。通常は無線を使用するが、専用の有線回線を用いる場合もある。
- 戸別受信装置 - 各支所・公民館、各小中学校や地滑り急斜面崩壊危険地域の個人宅などに配備。国の補助金を活用し、全世帯への配布・希望者に有償配布を行っている自治体もある。また、ケーブルテレビ回線を活用した戸別音声告知端末を設置することで代える例もある。コミュニティFM局と接続し、緊急時には番組の途中に割り込んだり緊急告知FMラジオと連動して放送を行う自治体もある。

#### デジタル方式
いずれの方式も、音声帯域は50Hz∼7kHz。
| 方式        | チャンネル間隔 | アクセス方式              | 送信方式                 | 伝送速度  | 音声コーデック   | 前方誤り訂正                   | 特徴                                                     |
| ----------- | -------------- | ------------------------- | ------------------------ | --------- | ---------------- | ------------------------------ | -------------------------------------------------------- |
| 16QAM       | 16kHz          | TDD(TDM/TDMA) 6チャンネル | 単信・複信・半複信・同報 | 46kbps    | S方式            | 畳み込み符号（符号化率 約1/2） | 高機能でやや高価だが、拡声品質はアナログ方式よりも良い。 |
| QPSK Wide   | 16kHz          | SCPC 1チャンネル          | 単信・同報               | 22.5kbps  | AMR-WB+ (10kbps) | ターボ符号（符号化率 5/8）     | 16QAMよりも安価で、拡声品質はアナログ方式よりも良い      |
| 4値FSK Wide | 16kHz          | SCPC 1チャンネル          | 単信・同報               | 9.6kbps   | AMR-WB+ (6kbps)  | ターボ符号（符号化率 3/4）     | 16QAMよりも安価で、拡声品質はアナログ方式と同等          |
| QPSK        | 7.5kHz         | SCPC 1チャンネル          | 単信・同報               | 11.25kbps | AMR-WB+ (6kbps)  | ターボ符号（符号化率 5/8）     | 16QAMよりも安価で、拡声品質はアナログ方式と同等          |

#### 放送内容
無線局免許状には無線局の目的として「防災行政事務に関する事項」と記載されているため、放送内容は防災・防犯・行政事務・試験放送に限られる。
- 防災
  - 緊急地震速報・竜巻注意情報・武力攻撃等の緊急事態における国民への周知 - 全国瞬時警報システムを用い、自動放送される。
  - 気象警報や熱中症警戒アラート・光化学スモッグ注意報・避難所開設などの周知
  - 避難準備情報・避難勧告・避難指示などの周知
  - 火災発生の周知・消防団員の招集・鎮火報告
  - クマ・イノシシ・サルなどの害獣の出没情報
  - 停電・簡易水道の断水・道路通行止めの周知
- 防犯
  - 行方不明者の情報提供・捜索協力依頼
  - 架空請求・振り込め詐欺等の注意喚起[14]
  - 誘拐防止・変質者出没等の連絡
- 行政事務
  - 戦没者追悼の呼びかけ - 太平洋戦争終戦の日（8月15日）や原爆（8月6日・8月9日）、空襲の犠牲者追悼。
  - 災害犠牲者追悼の呼びかけ - 東北地方太平洋沖地震（東日本大震災）発災の3月11日14:46に合わせてサイレンを吹鳴する地域がある。
  - 自治体・地区主催の行事のお知らせ - 祭りや運動会・社会福祉関係の相談会など
  - 交通安全月間・食中毒予防月間などの告知
  - コミュニティバスの運休・運行再開、診療所の臨時休診などの周知
  - 選挙啓発（投票日の案内など）
- 時報 - 名目上は試験放送[16]で、放送設備の点検を兼ねている[17][18]。
ウェストミンスターの鐘・サイレン・ミュージックチャイムなどを鳴らす。地域や季節によっても異なるが、一般的には朝7:00・正午・夕方17:00に鳴らすことが多い。また防犯を兼ねており、児童に帰宅を促す目的もある[17]。時報とは別に、帰宅を促す放送を行う場合もある。
ミュージックチャイムでは、主に日本の童謡「夕焼け小焼け[注釈 1]」[17]や「赤とんぼ」・「故郷」[17]・「七つの子」・「もみじ」・「椰子の実」、外国の曲「家路（遠き山に日は落ちて）」・「恋はみずいろ」・「野ばら（ハインリッヒ・ヴェルナー作曲のもの）」・「スコットランドの釣鐘草（英語版）」・「ムーン・リバー」・「イエスタデイ」・「グリーンスリーブス」・「エーデルワイス」・「アマリリス」・「さんぽ」・「エリーゼのために」がよく使われる。歌謡曲では、松田聖子の「SWEET MEMORIES」・松任谷由実の「守ってあげたい」がある。またその地域にちなんだ曲[注釈 2]や、出身者にちなんだ曲[注釈 3]、市町村歌、自治体のキャラクターのテーマソング（埼玉県ふじみ野市の「羽ばたけふじみん」や茨城県稲敷市の「いいな!稲敷いなのすけ」[17]）なども使われている。基本的に通年で同じ曲が用いられるが、石川県野々市市のように[注釈 4]季節限定で曲が変わることもある。

放送は「こちらは広報（市町村名）です」や「役場（◯◯課）からお知らせします。」や「こちらは防災（市町村名）です」から始まることが多い。火災の場合はそのときの消防署員や役場職員の判断・自治体にもよるが、「只今、○○地区で□□火災が発生しました。」（最初にサイレン吹鳴や火災発生という文言を入れることもある）が一般的である。さらに、目標物からの方角と距離を放送したり、消防団の出動についての指示（「◯◯分団は直ちに出動してください」など）を行う場合もある。「防災（市町村名）」とアナウンスしたり、役場名から始まる地域もある。遠方にある屋外スピーカーからの声が重なって聞き取りにくくなるのを防ぐため、語間を大きく空けてゆっくり話すのが特徴であり、機械音声の場合もある。複数のエリアに分割し、放送区域を時間差で切り替える手法もある（時差放送）。一部の市町村では放送内容を、コミュニティFMやケーブルテレビの自主放送（コミュニティ）チャンネルに提供することもある。
アナログ方式やコミュニティFMでは放送開始前・終了後に、受信機器を操作するための信号が流れるなど、対策が練られている。

### 移動系
移動系防災行政無線は、防災情報の収集や、他の通信手段が途絶した場合に防災担当者間の情報伝達手段を確保する目的で設置されるシステムである。役場などに設置される基地局、山の上等に設置する中継局、移動局（簡単に持ち出しできる携帯型以外に、より大出力の可搬型（半固定型）や自動車搭載の車載型や車から取り外し可能な車携帯型もある）があり、移動局相互間の直接交信も可能である。
平時・災害時を通じて、加入電話や携帯電話が使用できない場面で活用できるよう、数多くの市町村で整備されている。災害発生時には防災関係業務に優先して使用されるが、通常時でも役場・出先機関・現場との事務連絡に活用している自治体もある。
周波数帯はアナログ方式では150MHz帯・400MHz帯を使用している。同報系と同じく規制緩和でMCA無線を使用している地方自治体もあるが、2011年の電波法改正により、150MHz帯と400MHz帯を使用している防災無線局は、デジタル化と260MHz帯への周波数変更が進められている。
災害時には救援活動の連絡手段としてスムーズな運用が出来るよう、相互協定を結んでいる自治体もある。ちなみに被災地では、各自治体専用の周波数ではなく、「全国共通波」という、地方公共団体全てに統一で割り当てられている周波数を使用する。

#### デジタル方式
2種類がある。
- π/4シフトQPSK方式 - 伝送速度9.6kbit/s。4スロットTDMAで多重化されているため周波数利用効率に優れ、狭帯域ではあるが比較的高レートの伝送が可能。
- 4値FSK方式 - 伝送速度4.8kbit/s。多重化されていないため伝送速度が遅いが、回路構成が単純であるため省電力・低価格。受信エリアがπ/4シフトQPSK方式よりも広い。ただし音声以外（サイレン・ミュージックチャイムなど）は劣化し、わずかではあるが遅延も発生する事がある。

### テレメーター系
テレメーター系防災行政無線は、降水量・河川水位・地すべりなどの無人観測所と制御局とを結び、データを収集するものである。周波数帯は70MHz帯・400MHz帯を使用している。同報系防災行政無線のアンサーバック機能を利用して、データを収集するシステムを構築している自治体もある。

## 市町村合併による統合と運用
市町村合併に伴い、システムの統合が進められているが、問題も生じている。設備の老朽化による更新や、デジタル方式へ移行により改善も見られる。
- メーカー・システムが異なる設備を使用していた場合、統合運用が困難になる場合がある。特に旧市町村でのメーカー・導入年に大きく差がある場合、制御方式・動作条件や設備の更新時期の違いで問題が発生する。そのため両者を橋渡しをするシステムを独自制作したり、更新時期まで新旧設備を併用することがある。
- 主指令卓（役所）と副指令卓（吸収合併された市町村の役所）、また子局や中継局を有線通信（自営回線やNTT専用線）で結ぶ構成では、断線や回線不良等で通信が途絶する恐れがある。
- 移動系では周波数の統一が必要であり、相互連絡に不都合が生じる。共通波で相互連絡を取ることも可能だが、既設システムに当該周波数が導入されていない場合、新たに免許申請や無線設備の改修等が必要になる。

## デジタル化
2003年4月に、総務省において「市町村デジタル同報通信システム推奨規格」（総務省推奨規格）が策定され、同年7月には「市町村デジタル同報通信システム」の標準規格が策定された。
利点
- 電波の利用効率が向上する。
- 複数チャンネル化・複信通話（全二重通信）が可能[注釈 7]。
- 静止画像・ファクシミリ・文字情報などのデータ通信が容易である。アナログ方式ではモデムを使用してデータを音声信号に変換する必要があるが、デジタル方式では音声もデータ通信で伝送されているため、ソフトウェアの改修だけで対応することができる。
- 全国瞬時警報システムと接続が容易である[20]。
- 移動系は都道府県防災行政無線と同一規格であるため、非常時には都道府県防災行政無線を使って自治体をまたいだ通信をすることができる。

欠点
- 多額の導入費用・長期間のアナログ-デジタル併用運用などの負担が大きい。このためデジタル方式に移行するための国の補助制度が設けられている。なお800MHz帯地域防災無線については2011年［平成23年］6月で廃止され、デジタル方式に移行が完了している。
- アナログ方式では戸別受信機以外にも、一般に市販されている広帯域受信機・防災ラジオでも受信することができるが、デジタル方式では汎用の受信機が市販されておらず、専用の個別受信機を使用しなければいけない。デジタル無線電話を復号出来る受信機は、非常に高価である。
- 音声コーデックは人間の声の周波数帯域に特化されているため、ミュージックチャイムやサイレンなどの音質が劣化したり、ごくわずかではあるが遅延が発生する[10]。アナログ方式のときと同様に外付けのモーターサイレンを設置したり、受信機にサイレン・チャイム音鳴動装置を付加することで対応している自治体もある。
- アナログ方式に比べ、デジタル方式の整備費用は高価である（2015年3月末現在、デジタル方式の整備率は、移動系は17.1%、同報系は41.2%[10]）。ただし市町村合併・設備の老朽化を機に、国の補助金を利用してデジタル方式に移行する自治体もある。

## 問題点

### 騒音
防災無線は限られた数のスピーカーで全世帯に、かつ屋内にいる人間にも強制的に聞かせるという考えのシステムである性質上、本質的に騒音問題を抱えている。特に防災無線スピーカー設置場所の近隣住民に取っては音量が過剰となり、住民から放送差し止めを求める訴訟も起こされている。ただし、いずれも市町村側の主張が認められ、原告の請求は退けられている。
災害情報にしても必要とする人と必要ないとする人がおり、両者から苦情が来るなど運用が難しいという。
また、音波を使うために市区町村の境界に近い地区では隣接する自治体に聞こえてしまう。

### 濫用
特に緊急性の無い内容の放送を行い、騒音公害となっているケースもある。
鹿児島県阿久根市では、市長である竹原信一が在任中、自身のブログの記述で障害者団体から抗議を受けた際、防災行政無線を用いてマスコミ批判の放送を行った。
感染症対策などでわかりきった内容のことを毎日放送され苦情が来る例もある。

### 時報
放送設備の点検を兼ねて行われている時報だが、音量が大きいことから苦情が自治体に寄せられることがある。自治体への苦情が寄せられているが対応は役所によりまちまちである。一例では、愛知県飛島村では1日4回時報が鳴らされていたが、苦情を受け1日1回にした。一方、青森県のおいらせ町では毎日朝6時、12時、18時に防災無線が放送され、市民から「眠れない」との苦情が来ているが、「多くの町民に根付いているため変更の予定はない」と回答している。静岡県富士市では、午前7時にチャイムが鳴り「赤ん坊が起きる」「夜勤明けなのに眠れない」などの苦情が市に寄せられていた。2020年に行われた市の調査でも「なくても困らない」という意見が4割以上との結果出ており、午前7時のチャイムは廃止となった。
一方で、農作業など屋外で作業をしている市民には帰宅の目安となっていることもあり、時報を止めない要望があることもある。千葉県富津市では、児童の見守りの告知に代わり、2022年6月末日で午後6時の時報を取りやめる予定だった。しかし時報を続けるよう市民からの要望があり、継続されることが決まった。

### 聞き取りづらさ
屋内では放送が聞き取りづらく、また難聴の高齢者や聴覚障害者には伝わりにくい。大雨災害においても激しい雨音に放送音声がかき消され、情報が伝わらないケースが報告される。埼玉県吉川市では、2015年9月10日に中川の氾濫に伴い避難情報を無線で呼びかけたが、内容が聞き取れなかったという電話が市役所に殺到した。

### 信頼性の低さ(故障)
宮城県名取市閖上地区は、2011年に発生した東北地方太平洋沖地震（東日本大震災）に伴う津波により大きな被害を出したが、名取市が設置した防災無線は故障して機能しなかった。家族が津波の犠牲になったのは、防災行政無線が故障していたためとして、2014年、犠牲者の遺族が名取市を仙台地方裁判所に提訴したが2018年に敗訴。遺族側は仙台高等裁判所に控訴したが、2020年3月11日、遺族と名取市との間で和解が成立した。和解内容は、市が遺憾の意を表明すること、検証結果の報告書を展示すること、賠償金は発生しないことなどであった。

### 電波ジャック
アナログのトーン方式を使用している場合、伝送使用周波数とキーとなる重畳音声周波数が割り出せれば、電波ジャックが可能であった。詳細は杉並区防災無線電波ジャック事件の項を参照。

### 混信
アナログ方式の場合、春～夏にかけて発生するスポラディックE層（Eスポ）による電波の反射で、同じ周波数・システムを使用している遠方の防災無線が混信して放送され、混乱を招いた事例がある。

### その他
- 地形などの条件により受信が難しい場所では、中継局・有線回線での伝送設備が必要となる。
- 個別受信機を住民に配布する場合、受信が難しい場所では自治体の負担で屋外アンテナを設置する必要がある。
- 有線放送電話・オフトーク通信を置き換える場合、広告放送はコミュニティ放送など別の手段を確保する必要がある。
- ケーブルテレビ回線による戸別音声告知端末を設置する場合、停電したりケーブルテレビの設備が故障・切断した場合には使えなくなる。またケーブルテレビのサービスエリア外の場所には設置できない。